# Sardi (mouton)
Pour les articles homonymes, voir Sardi.
La race Sardi appartient à la population ovine des plateaux de l’ouest du Maroc. Elle peuple les régions situées dans le triangle formé par Béni Mellal, Settat et Khouribga.

## Caractéristique
Elle est caractérisée par une tête blanche avec un museau noir, des taches noires autour des yeux, ce qui lui vaut l’appellation de « race à lunettes ». Chez le mâle, le profil est busqué, le crâne est large et porte des cornes blanches et puissantes. Chez la femelle, le chanfrein est presque droit et la tête est dépourvue de cornes. Les pattes sont blanches et sans laine, avec des points noirs aux extrémités et la pointe des jarrets.
Les ovins de race Sardi ont une grande taille, variant de 0,80 à 0,90 m chez le mâle et de 0,55 à 0,65 m chez la femelle. Le poids à l’âge adulte varie de 70 à 90 kg chez le mâle et de 45 à 55 kg chez la femelle. La toison est blanche et pèse en moyenne 1,5 kg chez la femelle et 2,5 kg chez le mâle.